# Święta Mariamna
Święta Mariamna, Mariamna sprawiedliwa, cs. Prawiednaja Mariamna (zm. w I wieku) – siostra św. Filipa Apostoła, święta Kościoła prawosławnego i greckokatolickiego.
Niewiele wiadomo o jej życiu. Hagiografowie najczęściej wspominają, iż żyła w dziewictwie i towarzyszyła w drodze apostołom Filipowi i Bartłomiejowi, pomagając im w trudach dnia codziennego. Historyk Kościoła Nikifor Kallist wspomina o ich tragicznym w skutkach pobycie we frygijskim Hierapolis, gdzie zostali zatrzymani i zamknięci w więzieniu. Filipa miano wtedy skazać na śmierć przez powieszenie na krzyżu, podczas gdy jego siostra Mariamna i Bartłomiej zostali uwolnieni. Wówczas apostoł Bartłomiej miał wyprawić się na głoszenie Ewangelii do Indii. Święta Mariamna opłakując ciało swego brata Filipa, głosiła Ewangelię w Likaonii (Azja Mniejsza), gdzie w pokoju miała odejść do Pana.
Wspomnienie liturgiczne w Kościele greckokatolickim i prawosławnym obchodzone jest 17 lutego/2 marca, tj. 2 marca (lub 1 marca w latach przestępnych) według kalendarza gregoriańskiego.